# デンデンムシノカナシミ
『デンデンムシノカナシミ』（「でんでんむしのかなしみ」とも）は、新美南吉による創作童話。1935年（昭和10年）に発表された。

## あらすじ
ある日、でんでん虫（カタツムリ）は「自分の殻の中には『悲しみ』しか詰まっていない」ことにうっかり気付き、「もう生きていけない」と嘆く。そこで別のでんでん虫にその話をするが「私の殻も悲しみしか詰まっていない」と言い、また別のでんでん虫も同じ事を言った。そして最初のでんでん虫は「悲しみは誰でも持っている。自分の悲しみは自分で堪えていくしかない」と嘆くのをやめた。

## 上皇后美智子との関わり
上皇后美智子は幼少の頃によく聞かされた童話として本作を挙げており、1998年にインド・ニューデリーで行なわれた国際児童図書評議会の基調講演でもこの話を取り上げた。
愛知県半田市にある新美南吉記念館では、このことを記念して本作の記念碑が設置されている。